# Phantasy Star Universe
Phantasy Star Universe (OT: jap. ファンタシースターユニバース, Fantashī Sutā Yunibāsu) ist ein Computerspiel der Rollenspiel-Reihe Phantasy Star.
Phantasy Star Universe (kurz PSU) wurde von Segas Sonic Team entwickelt und erschien im vierten Quartal 2006 auf Xbox 360, PlayStation 2 und Windows. Genau wie Phantasy Star Online kann man auch Phantasy Star Universe online spielen.

## Hintergrundgeschichte
Die Handlung spielt im Gurhal-System, einem fremden Universum mit drei Planeten. Jeder dieser Planeten besticht durch seine einzigartige Kultur, welche von den dort lebenden Rassen beeinflusst wurde.
In der Vergangenheit kam es immer wieder zu Konflikten zwischen den Rassen (Menschen, CASTs, Newmans und BEASTs). Doch nach der letzten großen Schlacht stellte sich Frieden ein und die Allianz-Armee wurde gegründet. Während der Zeremonie zum hundertjährigen Bestehen der Gurhal-System-Allianz wird die Armee von einer unbekannten Alien-Rasse angegriffen, den SEED. Die Allianz-Armee kommt nicht alleine gegen diesen Feind an und bittet die GUARDIANS um Hilfe. Die GUARDIANS sind eine private Sicherheitsarmee und suchen nach Rekruten. Einer dieser Rekruten ist Ethan Waber, ein 17 Jahre alter Mensch. Er hat den Angriff der SEED während der Zeremonie miterlebt und dabei fast seine Schwester Lumia verloren. Der Spieler übernimmt die Rolle des Ethan.

## Spielmodi
Es gibt drei Spielmodi. Spielt man mit der PC-Version, so wird bei allen Modi eine Internetverbindung benötigt. Die Charaktere können nur in dem Modus verwendet werden, in dem sie auch erstellt wurden.
- Story-Modus (offline): Der Spieler übernimmt die Rolle des Ethan Waber. Man führt die Geschichte in 12 Kapiteln voran. Zudem kann man freie Missionen annehmen.
- Extra-Modus (offline): Der Spieler erstellt seinen eigenen Charakter und kann freie Missionen annehmen. Der Extra-Modus wird erst im Verlauf des Story-Modus freigeschaltet.
- Netzwerk-Modus (online): Der Spieler erstellt seinen eigenen Charakter und kann mit anderen Spielern zusammen über das Internet freie Missionen annehmen, handeln und chatten.

Seit dem 8. Dezember 2006 wird die Story (ab Kapitel 13) im Netzwerk-Modus fortgeführt. Es stehen daher auch neue Missionen zur Verfügung, die an die Missionen des Story-Modus anknüpfen und weiter geführt werden.
Das übergeordnete Ziel ist bei allen Spielmodi dasselbe: das Gurhal-System retten, indem die SEED vernichtet werden.
Aufgrund niedriger Abonnentenzahlen werden sämtliche Server der PC- und PlayStation-2-Versionen ab dem 31. März 2010 geschlossen. Die Server für die XBox-360-Version wurden dann am 7. September 2012 geschlossen.

## Spielablauf
Im Extra- bzw. Netzwerk-Modus kann der Spieler seinen eigenen Charakter erstellen. Dabei kann er aus den vier Rassen wählen. Es gibt drei Hauptklassen: Hunter, Ranger und Force. Hunter eignen sich besonders für den Nahkampf, Ranger für den Kampf mit Fernwaffen und Force für den Kampf mit Technics (Zaubern). Im Verlauf des Spiels kann man beliebig oft die Klasse wechseln.
Als Spieler startet man in seinem eigenen Quartier in der GUARDIANS-Kolonie. Von der Kolonie aus kann man im Verlauf des Spiels die drei Planeten (Parum, Neudaiz, Moatoob) bereisen. In den Hauptstädten der Planeten und der GUARDIANS-Kolonie gibt es verschiedene Shops, die Waffen, Rüstung, Bekleidung, Einrichtungsgegenstände und mehr anbieten. Von den Hauptstädten aus kann man auch freie Missionen annehmen (im Story-Modus zusätzlich noch die eigentliche Hintergrundgeschichte fortführen).
Im Story- bzw. Extra-Modus kann man mit bis zu drei weiteren Charakteren als Team die Missionen ausführen. Im Netzwerk-Modus können sich maximal fünf weitere Spieler anschließen.
Die Missionen werden in instanzierten Gebieten ausgeführt.
Dort kämpft man gegen Monster (im Story-Modus auch gegen feindliche NPC). Sind alle Monster aus einem Gebiet beseitigt, so kann man in das nächste Gebiet vordringen. Die Gegner können Geld oder Gegenstände fallen lassen. Durch das Töten von Gegnern erhalten die Spieler zudem Erfahrungspunkte, die sie im Level aufsteigen lassen. Durch einen Levelanstieg werden die Statuswerte des Charakters verbessert.

### Eigenes Quartier
Jeder Spieler erhält ein eigenes Zimmer in der GUARDIANS-Kolonie.
Dort kann man den Spielstand speichern (Story- bzw. Extra-Modus), seine Bekleidung wechseln und das Bildtelefon verwenden. 
Außerdem befindet sich in dem Zimmer auch der eigene Partner-Bot. Dieser kann eigene Gegenstände und Geld (Mesetas) lagern. Zudem kann der Partner-Bot Gegenstände aus Rohstoffen herstellen. 
Im Netzwerk-Modus können andere Spieler das eigene Quartier besuchen und dort auch Gegenstände erstehen, die man zum Verkauf anbietet.

### Kommunikation
Im Netzwerk-Modus kann man mit anderen Spielern chatten.
Der geschriebene Text wird in Sprechblasen über dem eigenen Charakter angezeigt.
Zusätzlich zu der Sprechblase kann man optional auch das Gesicht seines Charakters einblenden lassen. Dabei kann man aus verschiedenen Gefühlssituationen und Blickwinkeln wählen.
Es gibt den Teamchat und den allgemeinen Chat. Der Teamchat kann nur von den Teammitgliedern gelesen werden. Der allgemeine Chat ist nur in Städten möglich. Dort können dann alle anwesenden Spieler mitlesen und -chatten.
Spieler der XBOX360-Version können sich zudem über das, bei der Konsole mitgelieferte Headset, in Quartieren und innerhalb von Gruppen per Voicechat unterhalten.
Zusätzlich gibt es ein System für persönliche Nachrichten. Man kann einem Spieler nur dann eine Nachricht zuschicken, wenn man auch seine Partner-Karte hat.
Die Charaktere sind außerdem in der Lage, Emotes auszuführen.

## Monatliche Kosten
Um im Netzwerk-Modus spielen zu können, benötigt man eine sogenannte GUARDIANS Lizenz, die man auf PlaySega.com erhalten kann. Für diese Lizenz fällt eine monatliche Grundgebühr an.
Spieler der PC- und PS2-Version können im Netzwerk-Modus zusammen spielen. Spieler der Xbox-360-Version bleiben unter sich.